# Saint-Jean-du-Corail-des-Bois
Pour les articles homonymes, voir Saint-Jean.
Saint-Jean-du-Corail-des-Bois est une commune française, située dans le département de la Manche en région Normandie, peuplée de 75 habitants.

## Géographie
| La Chaise-Baudouin | Chérencé-le-Héron                          | Saint-Martin-le-Bouillant |
| La Chaise-Baudouin | Saint-Jean-du-Corail-des-Bois              | Saint-Nicolas-des-Bois    |
| La Chaise-Baudouin | La Chaise-Baudouin, Saint-Nicolas-des-Bois | Saint-Nicolas-des-Bois    |

### Hydrographie
La commune est située dans le bassin Seine-Normandie. Elle est drainée par le Bieu, le ruisseau du Pont Davy et le fossé 05 de la Faverie,,.
Le Bieu, d'une longueur de 15 km, prend sa source dans la commune de La Chapelle-Cécelin et se jette dans la Sée à Vernix, après avoir traversé dix communes.

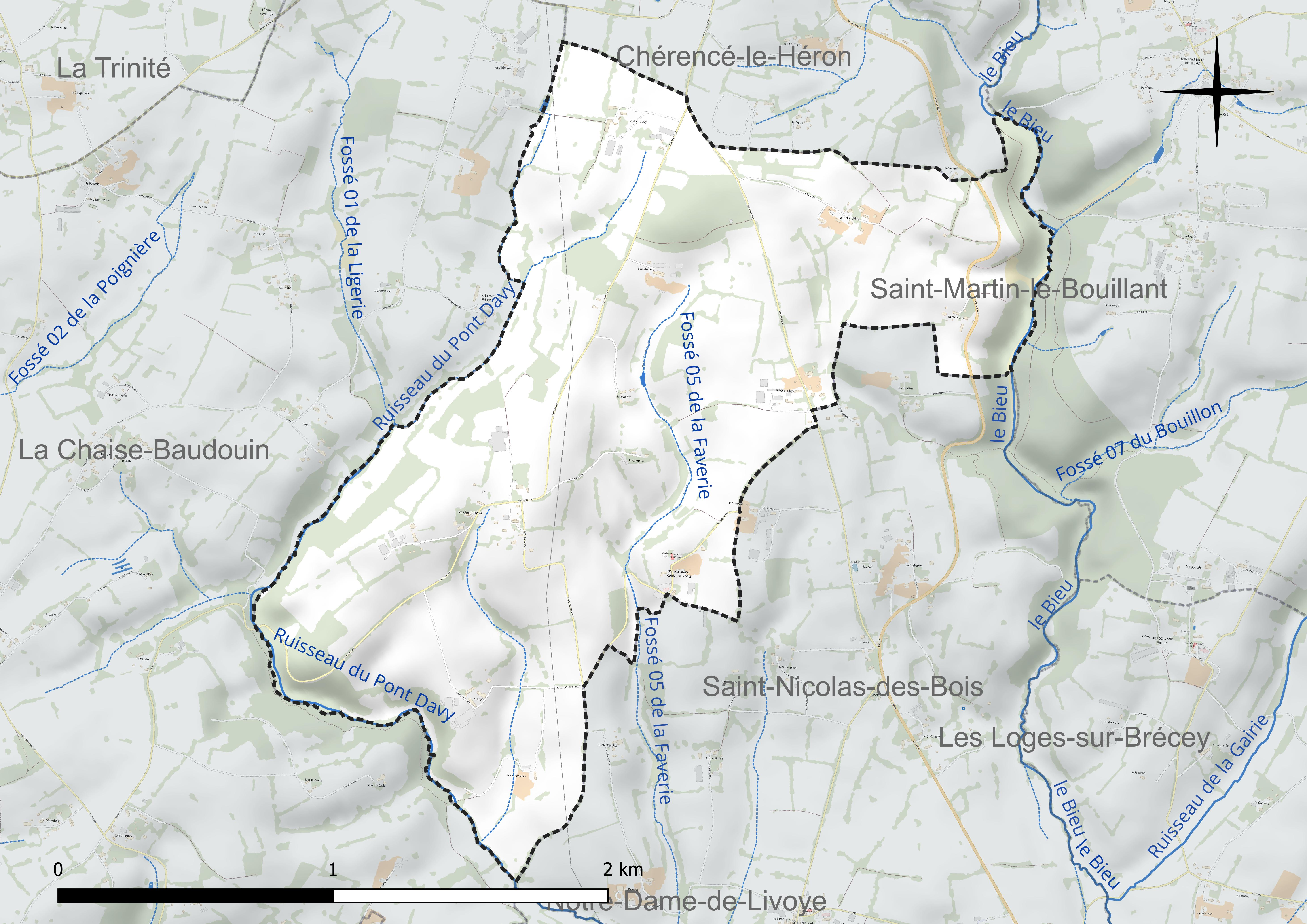
Réseau hydrographique de Saint-Jean-du-Corail-des-Bois.

### Climat
Pour des articles plus généraux, voir Climat de la Normandie et Climat de la Manche.
En 2010, le climat de la commune est de type climat océanique franc, selon une étude du CNRS s'appuyant sur une série de données couvrant la période 1971-2000. En 2020, Météo-France publie une typologie des climats de la France métropolitaine dans laquelle la commune est exposée à un climat océanique et est dans la région climatique  Normandie (Cotentin, Orne), caractérisée par une pluviométrie relativement élevée (850 mm/a) et un été frais (15,5 °C) et venté. Parallèlement le GIEC normand, un groupe régional d’experts sur le climat, différencie quant à lui, dans une étude de 2020, trois grands types de climats pour la région Normandie, nuancés à une échelle plus fine par les facteurs géographiques locaux. La commune est, selon ce zonage, exposée à un « climat contrasté des collines », correspondant au Bocage normand, bien arrosé, voire très arrosé sur les reliefs les plus exposés au flux d’ouest, et frais en raison de l’altitude.
Pour la période 1971-2000, la température annuelle moyenne est de 10,5 °C, avec une amplitude thermique annuelle de 12,6 °C. Le cumul annuel moyen de précipitations est de 1 021 mm, avec 14,3 jours de précipitations en janvier et 9,1 jours en juillet. Pour la période 1991-2020, la température moyenne annuelle observée sur la station météorologique la plus proche, située sur la commune de Saint-Hilaire-du-Harcouët à 23 km à vol d'oiseau, est de 11,5 °C et le cumul annuel moyen de précipitations est de 929,5 mm,. Pour l'avenir, les paramètres climatiques de la commune estimés pour 2050 selon différents scénarios d’émission de gaz à effet de serre sont consultables sur un site dédié publié par Météo-France en novembre 2022.

## Urbanisme

### Typologie
Au 1er janvier 2024, Saint-Jean-du-Corail-des-Bois est catégorisée commune rurale à habitat très dispersé, selon la nouvelle grille communale de densité à sept niveaux définie par l'Insee en 2022.
Elle est située hors unité urbaine et hors attraction des villes,.

### Occupation des sols
L'occupation des sols de la commune, telle qu'elle ressort de la base de données uropéenne d’occupation biophysique des sols Corine Land Cover (CLC), est marquée par l'importance des territoires agricoles (91,5 % en 2018), une proportion identique à celle de 1990 (91,5 %).
La répartition détaillée en 2018 est la suivante : zones agricoles hétérogènes (66,4 %), prairies (25 %), forêts (8,5 %).

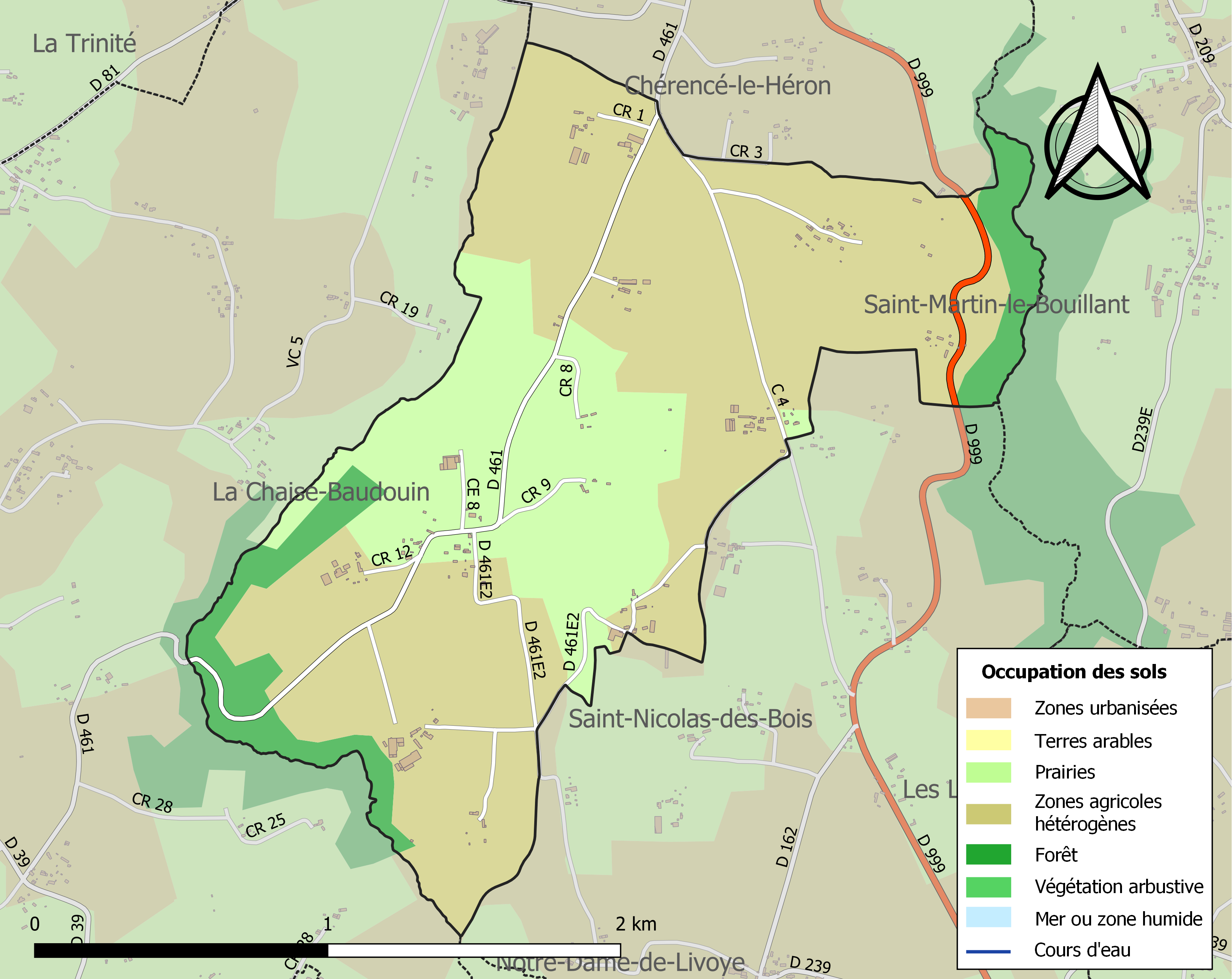
Carte des infrastructures et de l'occupation des sols de la commune en 2018 (CLC).

L'évolution de l’occupation des sols de la commune et de ses infrastructures peut être observée sur les différentes représentations cartographiques du territoire : la carte de Cassini (XVIIIe siècle), la carte d'état-major (1820-1866) et les cartes ou photos aériennes de l'IGN pour la période actuelle (1950 à aujourd'hui).

## Toponymie
Le nom de la localité est attesté sous les formes Sancto Johanne de Coureul en 1389, Saint Jean du Corail des Bois en 1793, Saint-Jean-du-Corail en 1801, Saint-Jean-du-Corail-des-Bois en 1956.
La paroisse et son église sont dédiées à Jean le Baptiste.
En 1956, Saint-Jean-du-Corail redevient Saint-Jean-du-Corail-des-Bois, nom qu'elle portait en 1793, évitant ainsi la confusion avec l'autre Saint-Jean-du-Corail du département.
L'ancien français corail signifie « barrière ». René Lepelley attribue l'origine de cette désignation à un terrain fermé.

## Histoire
Après le rattachement de la Normandie au domaine royal français en 1204 par Philippe Auguste, la paroisse a pour seigneurs la branche cadette de la famille de Saint-Jean, qui s'éteignit en 1349,.

## Politique et administration
| Période                                  | Période   | Identité             | Étiquette | Qualité      |
| ---------------------------------------- | --------- | -------------------- | --------- | ------------ |
| 1995                                     | mars 2001 | Gilbert Lecompagnon  |           |              |
| mars 2001                                | mars 2014 | Rose-Noële Pierre    | SE        | Institutrice |
| mars 2014                                | En cours  | Jean-Claude François | SE        | Retraité     |
| Les données manquantes sont à compléter. |           |                      |           |              |

## Démographie
L'évolution du nombre d'habitants est connue à travers les recensements de la population effectués dans la commune depuis 1793. Pour les communes de moins de 10 000 habitants, une enquête de recensement portant sur toute la population est réalisée tous les cinq ans, les populations de référence des années intermédiaires étant quant à elles estimées par interpolation ou extrapolation. Pour la commune, le premier recensement exhaustif entrant dans le cadre du nouveau dispositif a été réalisé en 2004.
En 2022, la commune comptait 75 habitants, en évolution de +8,7 % par rapport à 2016 (Manche : −0,31 %, France hors Mayotte : +2,11 %).
Saint-Jean-du-Corail-des-Bois est la commune la moins peuplée du canton de Brécey.
| 1793 | 1800 | 1806 | 1821 | 1831 | 1836 | 1841 | 1846 | 1851 |
| ---- | ---- | ---- | ---- | ---- | ---- | ---- | ---- | ---- |
| 130  | 132  | 142  | 158  | 170  | 200  | 216  | 247  | 204  |

| 1856 | 1861 | 1866 | 1872 | 1876 | 1881 | 1886 | 1891 | 1896 |
| ---- | ---- | ---- | ---- | ---- | ---- | ---- | ---- | ---- |
| 175  | 207  | 215  | 187  | 177  | 156  | 159  | 143  | 149  |

| 1901 | 1906 | 1911 | 1921 | 1926 | 1931 | 1936 | 1946 | 1954 |
| ---- | ---- | ---- | ---- | ---- | ---- | ---- | ---- | ---- |
| 156  | 151  | 146  | 135  | 134  | 162  | 147  | 138  | 136  |

| 1962 | 1968 | 1975 | 1982 | 1990 | 1999 | 2004 | 2006 | 2009 |
| ---- | ---- | ---- | ---- | ---- | ---- | ---- | ---- | ---- |
| 132  | 121  | 108  | 85   | 74   | 76   | 73   | 71   | 76   |

| 2014 | 2019 | 2022 | - | - | - | - | - | - |
| ---- | ---- | ---- | - | - | - | - | - | - |
| 73   | 75   | 75   | - | - | - | - | - | - |

## Culture locale et patrimoine

### Lieux et monuments
- Église Saint-Jean-Baptiste des XVIIe et XVIIIe siècles qui a la particularité d'avoir des bras de transept triangulaire. Elle abrite une Vierge à l'Enfant du XIVe et un bas-relief du XVe classés au titre objet aux monuments historiques[28], ainsi qu'un maître-autel du XVIIIe, des fonts baptismaux du XVIIIe, des groupes sculptés des XVIe, XVIIe et XVIIIe[29].
- L'ancien presbytère acquis par François de Buat fut réhabilité en 2011[29].
- Croix de cimetière du XVIIIe siècle et croix de chemin de la Rincludière du XVIIIe siècle et à l'intersection des D 81 et D 461 du XIXe siècle.
- Logis de Saint-Jean. Cette ancienne propriété de la famille du Buat fut acquise après la Révolution par le baron Edmé Lepaige-Dorsenne (1772-1855), colonel de l'armée impériale qui s'était notamment illustré à Waterloo. Le logis avait été avant cela la possession de François de Buat († 1795), fervent catholique, qui avait entre autres acquis le presbytère, et qui avait continué de faire célébrer la messe dans son château. Les Républicains pillèrent le domaine et le fusillèrent dans le dos, près de l'église de La Chaise-Baudouin[29].
- Panorama du Mont-Jouy.

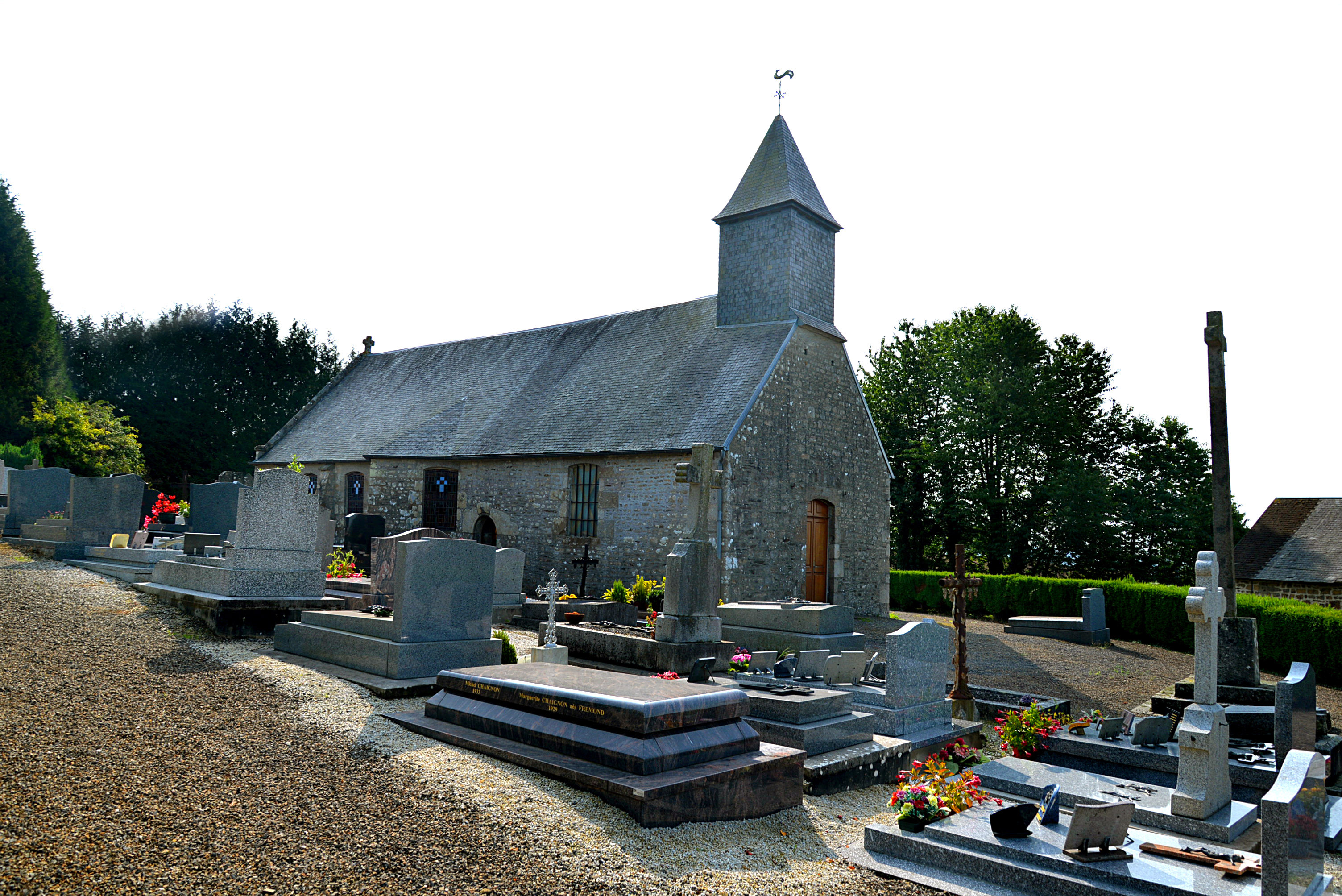
L’église Saint-Jean-Baptiste. Vue nord-ouest.
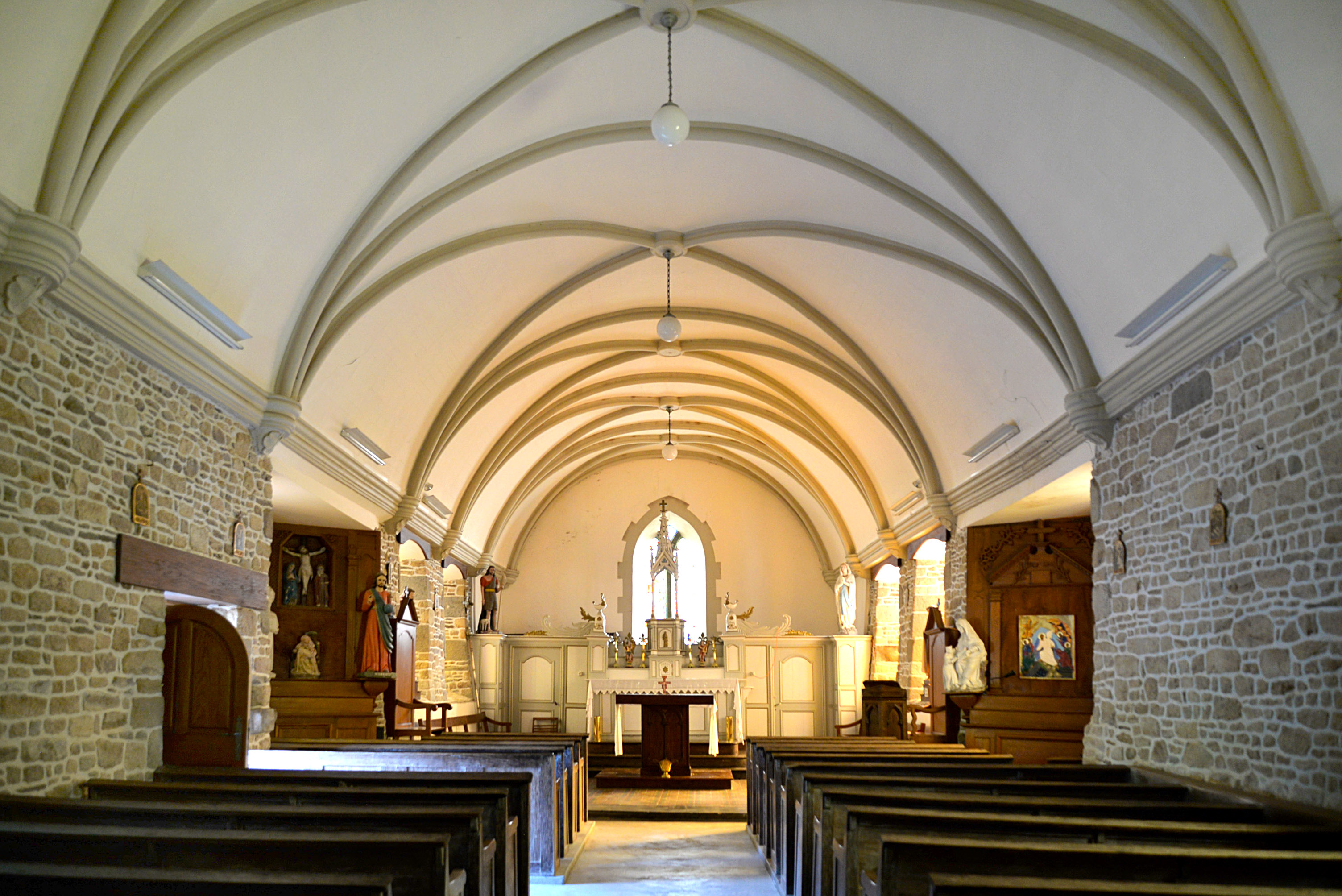
La nef de l’église Saint-Jean-Baptiste.
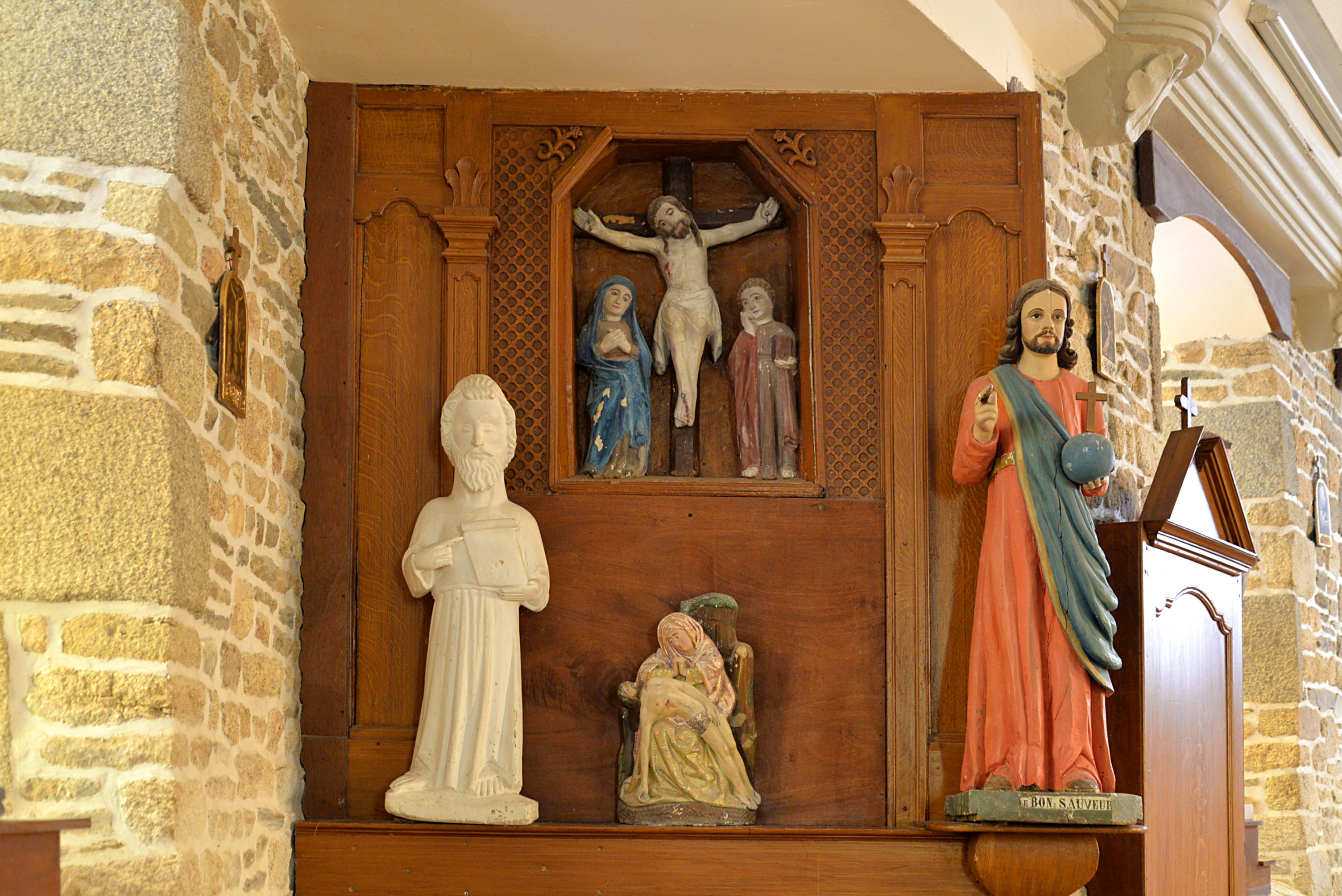
Bas-relief dans l’église Saint-Jean-Baptiste : Le Christ en croix entre la Vierge et saint Jean.
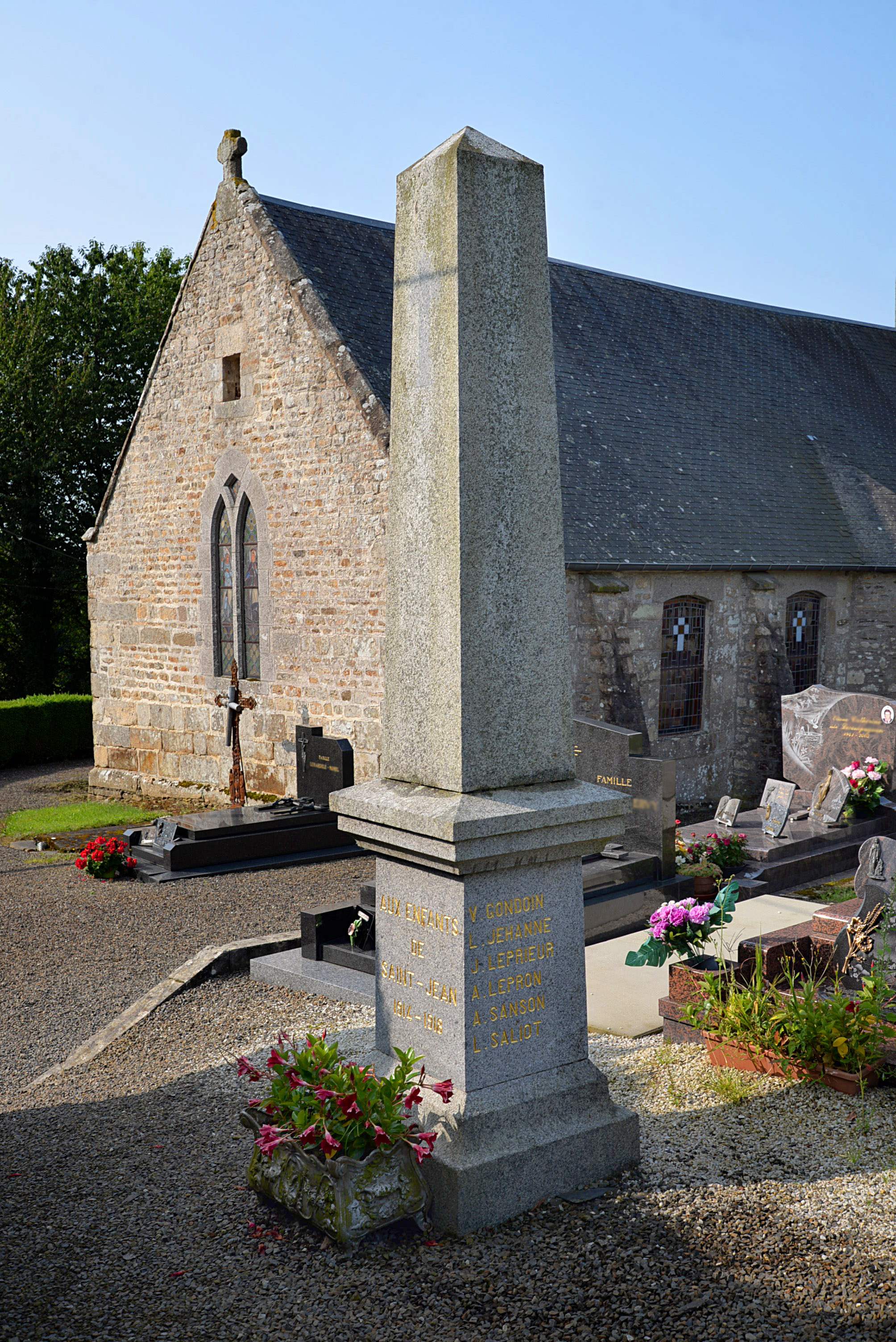
Le monument aux morts.